# Kim Staelens
Kim Staelens (Kortrijk, 7 de janeiro de 1982) é uma jogadora profissional de voleibol nascida na Bélgica, mas que joga pela seleção da Holanda. A irmã mais velha de Kim, Chaïne Staelens, também é jogadora profissional e atua pela seleção. O voleibol sempre esteve presente já que o pai das duas, Jean-Pierre Staelens, jogou pela seleção belga. As duas irmãs decidiram adotar a cidadania holandesa (a mãe delas é holandesa) pois elas não achavam que teriam um bom futuro jogando pela seleção belga  de voleibol. 

Em setembro de 2010 nasceu a primeira filha da jogadora, Lynn, fruto da união com o também jogador de voleibol Mark Sterken. Seis semanas após o nascimento da filha Staelens se juntou a seleção holandesa para participar do Mundial de 2010. 

Staelens fala fluentemente quatro idiomas (neerlandês, francês, inglês e alemão).

## Clubes
| Clube               | País          | Temporadas |
| Hermanas Wervik     | Bélgica       | 1994-1995  |
| VC Wevelgem         | Bélgica       | 1995-1996  |
| Bonduelle WC        | Bélgica       | 1996-1997  |
| VVC Vught           | Países Baixos | 1997-1998  |
| VC Weert            | Países Baixos | 1998-1999  |
| VC Weert            | Países Baixos | 1999-2000  |
| VC Marcq en Baroeul | França        | 2000-2001  |
| USSP Albi           | França        | 2001-2002  |
| USC Münster         | Alemanha      | 2002-2004  |
| Martinus Amstelveen | Países Baixos | 2005-2008  |
| Sirio Perugia       | Itália        | 2008-2009  |
| Asystel Novara      | Itália        | 2009-2010  |
| Martinus Amstelveen | Países Baixos | 2010-      |

## Títulos por clubes
- Campeonato Holandês de voleibol: 1999 (VC Weert), 2006 (Martinus)
- Copa da Holanda de voleibol: 1999 (VC Weert), 2006 (Martinus)
- Campeonato Alemão de voleibol: 2003 (USC Munster)
- Copa da Alemanha de voleibol: 2003 (USC Munster)